# Luke Gallows
Andrew William "Drew" Hankinson, znany jako Festus i Luke Gallows (ur. 22 grudnia 1983 w Cumberland) – profesjonalny amerykański wrestler, kiedyś występujący w World Wrestling Entertainment (WWE).
30 listopada 2010 został zwolniony z WWE, jednak w maju 2016 roku powrócił do WWE wraz z Karlem Andersonem, z którym stworzył Tag Team ''The Club"

## Osiągnięcia
American Pro Wrestling Alliance
- 1x APWA World Tag Team Championship– z Knux(inne języki)

National Wrestling Alliance
- 1x NWA Southern Tag Team Championship– z Iceberg

National Wrestling League
- 1x NWL Heavyweight Championship

New Japan Pro-Wrestling
- 3x IWGP Tag Team Championship – z Karl Anderson
- World Tag League (2013) – z Karl Anderson

Pro Wrestling Illustrated
- Sklasyfikowany na pozycji 106. z najlepszych 500. w rankingu PWI w 2008 roku

- Sklasyfikowany na pozycji 65. z najlepszych 500 w rankingu PWI w 2016 roku

Rampage Pro Wrestling
- 1x RPW Heavyweight Championship

River City Wrestling
- 1x RCW Tag Team Championship – z Knux

Vanguard Championship Wrestling
- 1x VCW Heavyweight Championship

Wrestling Observer Newsletter
- Najgorszy Gimmick (2012, 2013) ''Aces & Eights"

WWE
- 2x WWE Raw Tag Team Championship– z Karlem Andersonem